# Ludwig Knortz

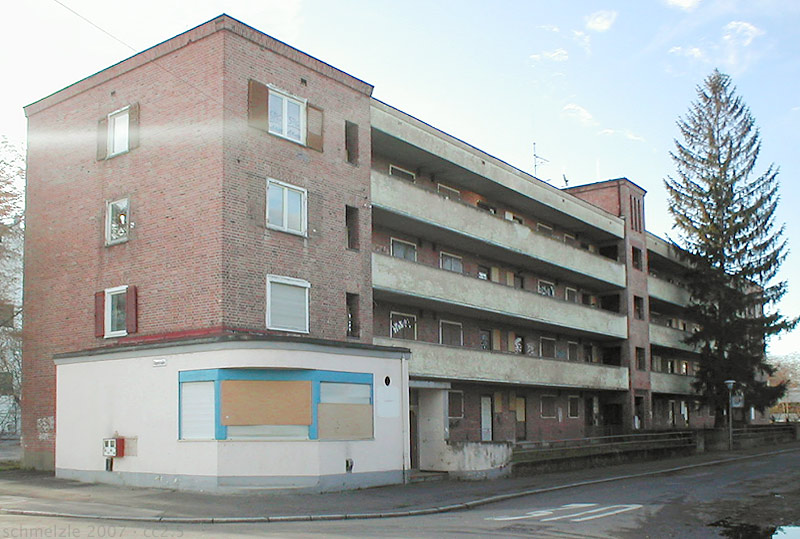
Laubenganghaus von 1930/31 in Heilbronn, Prototyp moderner Mietshäuser (vor der Sanierung)

Ludwig Knortz (* 5. Oktober 1879 in Atzbach; † 3. November 1936) war ein deutscher Architekt.

## Leben und Wirken
Knortz besuchte 1899/1900 das Technikum in Hildburghausen und arbeitete anschließend in verschiedenen privaten Baubüros. 1908 machte er sich in Heilbronn selbstständig, wo er Geschäfts- und Privathäuser baute. 1929 setzte er sich gegen den drohenden Abriss des Heilbronner Schießhauses ein, 1931 entwarf er das Laubenganghaus in Heilbronn.
Spätestens ab 1911 war Knortz Mitglied des Bundes Deutscher Architekten. 1912 bis 1936 war er Vorsitzender des Haus- und Grundbesitzervereins Heilbronn und Umgebung. Er war auch langjähriger Landesvorsitzender dieses Vereins. Von 1922 bis 1934 arbeitete er als Mitglied der Bauabteilung bei der Schätzungskommission von Heilbronn. 1922 bis 1935 war er Mitglied des Heilbronner Gemeinderats, zunächst für die DDP/DStP, dann ohne Parteizugehörigkeit.
Knortz war verheiratet mit Else Hentges. Aus der Ehe gingen eine Tochter und ein Sohn hervor.